# 司行方
司行方，中国古典小说《水滸傳》中人物。為方臘太子方天定部將，南国四大元帅之一，官拜“護國大將軍”。其與國師「寶光如來」鄧元覺、“南離大將軍”石寶以及“鎮國大將軍”厲天閏統領二十四员戰將，同守杭州寧海軍。

## 對敵與結局
宋江欲克杭州，司行方領薛斗南、黃愛、徐白及米泉率军馳援德清縣，單挑斩殺梁山天罡正将“插翅虎”雷橫。後遭卢俊义、呼延灼等率军击败，追趕過溪，溺水而亡。